# 1-я воздушно-десантная дивизия (Великобритания)
1-я воздушно-десантная дивизия (англ. 1st Airborne Division) — подразделение воздушно-десантных войск Великобритании, существовавшее во время Второй мировой войны. Дивизия была образована в 1941 году по личному распоряжению Уинстона Черчилля, премьер-министра Великобритании. Это была одна из двух воздушно-десантных дивизий Великобритании (другая, 6-я дивизия была образована в мае 1943 года на основе некоторых подразделений 1-й дивизии). Предназначалась для проведения воздушно-десантных операций с участием как обычных парашютистов, так и специальных планерных пехотных частей (англ. Glider infantry), которые высаживались с планеров на указанные диспозиции и при этом не использовали парашютное снаряжение.
Первыми действиями дивизии стали рейды на побережья Франции (операция «Укус») и Норвегии (операция «Незнакомец»). Часть дивизии участвовала в боях в Северной Африке в конце 1942 года, а после высадки союзников на Сицилии приняла участие в нескольких наземных высадках, отправив свои бригады: 1-я воздушно-десантная участвовала в операции «Лэдброук»; также одна парашютная бригада участвовала в операции «Фастиан». Обе высадки оказались неудачными, и позднее дивизия участвовала в полномасштабной морской десантной операции «Слэпстик».
В декабре 1943 года дивизия вернулась в Англию, где проходила подготовку к высадке в Нормандии (в итоге она осталась в резерве). В сентябре 1944 года она высадилась в рамках операции «Маркет Гарден» в 60 милях за линией фронта с целью захвата мостов через Рейн. Операция провалилась, а дивизия в ходе Арнемской битвы была окружена и с большими потерями в течение девяти дней выходила из окружения. Полностью восстановить численность она не смогла. Последняя её операция под кодовым названием «Судный день» состоялась в мае 1945 года в Норвегии, когда капитулировали последние немецкие части. В ноябре 1945 года дивизия расформирована.

## Предпосылки к формированию
Уинстон Черчилль был впечатлён немецкими десантными операциями во время Французской кампании, поэтому он приказал Военному министерству заняться подготовкой парашютистов (не менее 5 тысяч человек). 21 июня 1940 Центр по подготовке десантников был образован на аэродроме Рингвэй. Изначально его руководству были даны указания готовить парашютистов как таковых, однако затем в программу обучения включили и управление планерами для доставки парашютистов на поле боя. Министерство авиационной промышленности заключило контракт с авиакомпанией General Aircraft Limited для разработки специального планера, коим стал General Aircraft Hotspur, способный доставлять до 8 солдат и использовавшийся как на учениях, так и в операциях.
22 июня 1940 2-е подразделение коммандос включило в план подготовки своих военнослужащих прыжки с парашютом. 21 ноября был преобразован 11-й батальон Особой воздушной службы, куда были включены парашютное подразделение и группа планеров. Успех парашютистов в первой же воздушно-десантной операции «Колосс» заставил Военное министерство расширить состав воздушно-десантных сил Великобритании путём образования Парашютного полка, а также начала разработок планов по переподготовке некоторых пехотных батальонов. 31 мая 1941 между армией и королевскими ВВС был подписан меморандум, по которому британские воздушно-десантные силы расширялись до двух бригад (одна базируется в Англии, другая — на Ближнем Востоке), а размер личного состава сил доходил бы до 10 тысяч человек.

## История образования
11-й батальон Особой воздушной службы был преобразован в 1-й парашютный батальон. Вместе с недавно образованными 2-м и 3-м парашютными батальонами образовал 1-ю парашютную бригаду под командованием бригадира Ричарда Гэйла, будущего командующего 6-й воздушно-десантной дивизией. 2-й и 3-й батальоны формировались из добровольцев в возрасте от 22 до 32 лет, служивших ранее в пехоте (не более 10 человек из одного подразделения).
В октябре 1941 года Фредерик Артур Монтег Браунинг, произведённый в генерал-майоры, был назначен командующим Парашютными и воздушно-десантными войсками, после чего приказал подготовить штаб-квартиру для набора десантников и их обучения. 10 октября 1941 была сформирована 1-я воздушно-десантная бригада на основе 31-й отдельной пехотной бригадной группы, которой командовал бригадир Джордж Фредерик Хопкинсон. В бригаде были всего четыре батальона: 1-й Пограничного полка, 2-й Южно-Стаффордширского полка, 2-й Оксфордширского и букингемского лёгкого пехотного полка и 1-й Королевских ольстерских стрелков. Непригодных к службе в десантниках солдат заменили добровольцы из других подразделений. К концу года штаб-квартира Браунинга стала штаб-квартирой всей 1-й воздушно-десантной дивизии.

### 1942—1943
Браунинг заявил, что уже имеющиеся десантные подразделения нельзя бросать в бой куда попало, поэтому приказал подготовить новые части. Разрешение на подготовку дальнейших бригад было получено в июле 1942 года. Так появилась 2-я парашютная бригада под командованием бригадира Эрнеста Дауна. Во 2-ю бригаду вошёл 4-й парашютный батальон и ещё два батальона на основе полков линейной пехоты: 5-й шотландский, образованный на основе 7-го батальона Личных Её Величества камеронских горцев и 6-й королевских уэльсцев, созданный из 10-го батальона Королевских уэльских фузилёров.
3-я парашютная бригада включала в себя 7-й парашютный легкопехотный батальон (бывший 10-й батальон Сомерсетского лёгкого пехотного полка), 8-й мидлендский парашютный батальон (бывший 13-й батальон Королевского уорвикширского полка) и 9-й парашютный батальон Востока и метрополии (бывший 10-й батальон Эссекского полка). Она была образована в ноябре 1943 года и включена в состав той же 1-й дивизии. Чуть позже 1-ю бригаду отправили в Северную Африку для участии в операции «Торч».
В апреле 1943 года командующий 1-й воздушно-десантной бригады Хопкинсон был произведён в генерал-майоры и возглавил дивизию. В тот же год дивизия была переброшена в Тунис для участия в операциях на Средиземноморском театре. 3-я парашютная бригада и два батальона 1-й воздушно-десантной бригады — 1-й Королевских ольстерских стрелков и 2-й Оксфордцев и букингемцев — остались в Англии, формируя ядро будущей 6-й воздушно-десантной дивизии. По прибытии 1-я воздушно-десантная дивизия была укомплектована дополнительно 4-й парашютной бригадой, сформированной на Ближнем Востоке в 1942 году. В дополнение к 156-му парашютному батальону, набранному из индийских частей, в состав бригады входили 10-й и 11-й парашютные батальоны, набранные из британских частей в Египте и Палестине.
Дивизия участвовала в операциях по высадке на Сицилию, куда были отряжены две бригады, а также в морском десанте в Таранто. Во время боёв в Италии генерал-майор Эрнест Даун возглавил дивизию: его предшественник в одном из боёв получил ранения, несовместимые с жизнью. После капитуляции Италии дивизия в декабре 1943 года вернулась в Англию, а 2-я парашютная бригада стала отдельным воинским формированием.

### 1944—1945
После прибытия дивизии в Англию Эрнест Даун отправился в Индию для контроля над процессом формирования 44-й индийской воздушно-десантной дивизией, а командовать 1-й воздушно-десантной стал генерал-майор Рой Уркварт. В Нидерландах в состав дивизии вошла 1-я отдельная польская парашютная бригада, которая готовилась к операции «Маркет Гарден». В операции были задействованы около 10 тысяч человек, но в Великобританию живыми вернулись чуть менее 2200. Понёсшая серьёзные потери 4-я парашютная бригада была расформирована, а её военнослужащие были переведены в 1-ю парашютную бригаду. Дивизия прошла полную реорганизацию, но свою былую мощь так и не восстановила до конца войны по причине нехватки призывников в Великобритании. В мае 1945 года дивизия отправилась в Норвегию для разоружения немецких солдат. В ноябре 1945 года дивизия официально была расформирована.

## Боевой путь

### Франция
Операция «Укус» (англ. Operation Biting), также известная как Бруневальдский рейд, была спланирована Штабом межвойсковых операций в 1942 году. Конечной целью являлась радиолокационная станция «Вюрцбург», стоявшая во французском Бруневале. По причине мощной береговой обороны британцы отказались от использования морской высадки с участием британских коммандос, опасаясь не только больших потерь, но и уничтожения немцами средств управления радаром. Вместо этого было решено сбросить десант на парашюте (продумав заранее возможную эвакуацию с моря), чтобы застать немцев врасплох и захватить радар.
В ночь на 27 февраля 1942 рота C 2-го парашютного батальона под командованием майора Джона Фроста была сброшена на парашютах недалеко от пункта назначения. Отряд предпринял штурм виллы, где хранилось оборудование для настройки радара, убив нескольких солдат из немецкой охраны и захватив оборудование после непродолжительной перестрелки. Техник, прибывший вместе с войсками, разобрал радар на части и забрал несколько ключевых элементов радара, чтобы отправить их в Британию. Диверсанты поспешили на пляж для эвакуации. Несмотря на то, что специальный отряд не зачистил пляж, парашютисты после недолгой перестрелки уничтожили охрану пляжа и успешно скрылись. Потери среди атакующих были незначительны, а все необходимые части радара успешно были отправлены в Великобританию: помощь британским учёным оказывал и немецкий техник, который непосредственно принимал участие в дальнейших разработках британских радиолокационных станций и показывал отличия между британскими и немецкими радарами.

### Норвегия
Операция «Незнакомец» стала первой британской воздушно-десантной операцией, проведённой при участии планеров. Объектом нападения стала гидроэлектростанция Веморк компании Norsk Hydro, на которой велось производство тяжёлой воды, необходимой для развития ядерной программы Германии. Немцы были очень близки к созданию первого ядерного реактора, но для его работы им необходимо было огромное количество тяжёлой воды. Источником и была как раз та самая электростанция, оккупированная в 1940 году. Британское правительство, получив от своей разведки сведения о немецкой ядерной программе, приказало уничтожить электростанцию и сорвать доставку тяжёлой воды. Несколько планов разрушения были отвергнуты, и в итоге эта обязанность легла на плечи десантников 1-й дивизии при поддержке 30 сапёров из Корпуса королевских инженеров. Отряд должен был высадиться на планере недалеко от электростанции, заложить взрывные заряды и активировать их.
Два самолёта, каждый из которых нёс по одному планеру, вылетели ночью 19 ноября 1942 из Шотландии. Самолёты достигли норвежского побережья, но не смогли долететь до электростанции: первый самолёт попал в снежную бурю, и в итоге планер разбился, что привело к гибели восьми десантников и тяжёлым ранениям четырёх. Уцелели всего 5 человек, которых немцы захватили в плен, а первый самолёт улетел обратно на базу. Второй самолёт попал в ещё более ужасные условия, и в итоге как сам транспортный самолёт, так и планер разбились, врезавшись в гору. Погибли весь экипаж и почти все пассажиры: немногих выживших захватили в плен, а чуть позже расстреляли по приказу Гитлера «О коммандос», который предписывал не брать в плен живьём британских коммандос.

### Сицилия
Операция «Беггар» длилась с марта по август 1943 года и имела целью поддержку британских сил в Северной Африке. Эту миссию выполняли пилоты планеров дивизии и 295-й эскадрильи для подготовки к грядущему вторжению на Сицилию. В ходе операции применялись планеры Airspeed Horsa, буксируемые бомбардировщиками Handley Page Halifax из Великобритании в Тунис. Планеры Horsa использовались вместо американских планеров Waco, не подходивших для подобных операций. В ходе перебросок не обошлось без потерь: два немецких истребителя Fw-200 Condor обнаружили и сбили тандем из бомбардировщика и планера, а всего за время операции были потеряны пять планеров и ещё три самолёта. 27 планеров всё-таки успешно прибыли в Тунис перед самым началом операции по высадке на Сицилию.
1-я воздушно-десантная бригада участвовала в десантировании у Сиракуз в рамках операции «Лэдброук». Операция началась 9 июля 1943 и положила заодно начало высадке союзников на Сицилию. Бригаду оснастили 144 планерами Waco и 6 планерами Horsa, поставив основную задачу высадиться у Сиракуз, занять мост Понте-Гранде и городской порт. Однако по пути на Сицилию 65 планеров пустились в свободный полёт слишком рано и упали в море, унеся жизни 252 человек. К мосту прибыли только 87 человек, однако он был успешно захвачен. Мост было необходимо удерживать вплоть до подхода союзных сил, но британцы, отражая итальянские атаки, израсходовали все боеприпасы. Целыми и невредимыми остались только 15 солдат, сдавшихся в плен. Противник, вернув контроль над мостом, попытался взорвать его, но выяснилось, что всю взрывчатку британцы забрали с собой. А вскоре другие части воздушно-десантной бригады разрушили линии сообщения между итальянскими частями и захватили артиллерийские батареи.
Операция «Фастиан» стала второй миссией 1-й воздушно-десантной дивизии на Сицилии и выполнялась 1-й парашютной бригадой. Целью миссии стал захват моста Примосоле через реку Симето. Ставка делалась на то, что парашютная бригада вместе с планеро-десантными частями сумеет закрепиться на обоих берегах реки. Один батальон должен был занять мост, ещё два — укрепиться на севере и юге от него соответственно, а затем дождаться подкреплений от 13-го корпуса, входившего в состав 8-й армии: тот высадился тремя днями ранее на юго-восточном побережье острова. Однако операция с самого начала пошла не так, как планировалось: огромное количество транспортных самолётов во время перелёта были повреждены или сбиты (их атаковали как немецко-итальянские, так и свои же британские части). Попытка взять курс на уклонение от вражеского огня рассеяла полностью все британские части, и большая часть британских десантников (за исключением двух рот) оказалась за пределами расчётной зоны высадки. Впрочем, мост парашютистам удалось захватить, а позиции на севере и юге они удерживали вплоть до полуночи. На помощь к парашютистам поспешила 50-я Нортумбрийская пехотная дивизия, несмотря на то, что у неё не хватало горючего и транспортных средств (она находились в миле от моста на момент наступления полуночи). К тому моменту у десантников росли потери и заканчивались боеприпасы, а командир бригады Джеральд Латбери уже вынужден был отступить и оставить мост. На следующий день британские силы вместе с 9-м батальоном Даремского лёгкого пехотного полка продолжили бои за мост, но взять его удалось только через три дня после начала Сицилийской операции, когда на северном побережье реки батальон даремцев сумел закрепиться при поддержке парашютистов.

### Италия
Операция «Слэпстик» представляла собой морской десант у итальянского порта Таранто, организованный в сентябре 1943 года во время вторжения союзников в Италию. Подготовка к операции началась сразу же после решения итальянского правительства открыть порты Таранто и Бриндизи для союзников. Выполнять миссию взялась 1-я воздушно-десантная дивизия, которая на тот момент находилась в Северной Африке. Поскольку самолётов не хватало (а они использовались в операциях «Аваланш» у Салерно и «Бэйтаун» в Калабрии), то было принято решение высадить воздушно-десантную дивизию с моря на кораблях британского ВМФ. Десантники фактически без боя взяли Таранто и Бриндизи на Адриатическом побережье: порты были способны принимать корабли.
Основу немецких сил, оставшихся в районе, составляла 1-я парашютная дивизия, которая, отступая к северу, устраивала засады и перекрывала дороги продвигавшимся британским войскам. К концу сентября 1-я воздушно-десантная британская продвинулась на 201 км к Фодже. Полученные подкрепления от 8-й индийской и 78-й британской пехотных дивизий позволили дивизии отойти к Таранто, но та вернулась не без потерь: во время одного из сражений, в котором вражеские позиции штурмовал 10-й парашютный батальон, был убит пулемётным огнём один из членов штаба командования 1-й воздушно-десантной дивизии, генерал-майор Джордж Фредерик Хопкинсон. Его должность занял Эрнест Даун, командир 2-й парашютной бригады.

### Англия
В декабре 1943 года дивизия вернулась в Англию и начала подготовку к грядущей высадке в Северо-Западной Европе под наблюдением 1-го воздушно-десантного корпуса. Хотя 1-я воздушно-десантная дивизия не отмечалась в числе подразделений, которые должны были высадиться в Нормандии, был специально разработан план операции «Истощение», в ходе которой дивизию планировали сбросить на парашютах как подразделение поддержки на случай серьёзных проблем в наступлении. Этого, однако, не понадобилось.
Пока 6-я воздушно-десантная дивизия дралась в Нормандии, командование придумывало один за другим планы по отправлению 1-й воздушно-десантной дивизии во Францию, но ни один не подходил. В июне и июле 1944 года были разработаны планы следующих операций:
- операция «Подкрепление» (англ. Reinforcement) — дивизию хотели сбросить на запад от местечка Сен-Совер-ле-Виконт[англ.] для поддержки 82-й воздушно-десантной дивизии США;
- операция «Дикий Овёс» (англ. Wild Oats) — рассчитывалось занять силами дивизии аэродром Карпике[англ.] для поддержки 1-й канадской армии;
- операция «Бенефициар» (англ. Beneficiary) — дивизия должна была поддержать 20-й американский корпус[англ.] в боях за Сен-Мало;
- операция «Лаки Страйк» (англ. Lucky Strike) — план по захвату мостов через Сену у Руана;
- операция «Рукоять меча» (англ. Sword Hilt) — дивизии необходимо было изолировать Брест и разрушить виадук Морле;
- операция «Руки вверх» (англ. Hands Up) — поддержка 3-й американской армии во время захвата аэродрома Ванны[англ.].

Но и на момент начала августа 1944 года дивизия ещё была в Англии. Появились новые планы по задействованию дивизии в составе крупных сил:
- операция «Преобразование» (англ. Transfigure) предусматривала участие 1-й воздушно-десантной, 101-й американской воздушно-десантной и 52-й Лоулендской пехотной дивизий[англ.], а также 1-й отдельной польской парашютной бригады в высадке в Рамбуйе-Сен-Арно, чтобы закрыть коридор между Орлеаном и Парижем;
- операция «Аксхед» (англ. Axehead) предполагала использование тех же сил, что и в «Преобразовании», для захвата мостов через Сену и поддержки 21-й армейской группы;
- операция «Боксёр» (англ. Boxer) предполагала задействие тех же вышеуказанных сил для взятия Булони и захвата стартовых площадок V-1[59];
- операция «Линнет» (англ. Linnet) должна была состояться в конце месяца и предполагала захват переправ через Шельду;
- операция «Инфэтуэйт» (англ. Infatuate) должна была состояться в начале сентября и предусматривала участие всего 1-го воздушно-десантного корпуса в высадке в Бельгии и разгроме немецких войск, уходящих через Шельду и удерживающих Антверпен.

В конце концов, в сентябре разработали ещё один план — операции «Комета». Согласно плану, три бригады 1-й воздушно-десантной дивизии должны были десантироваться в Нидерландах и захватить переправы через реки. 1-я бригада захватывала мост через реку Ваал у Неймегена, 2-я бригада — мост через Маас у Граве, 3-я бригада — мост через Рейн у Арнема. 10 сентября, когда подготовка велась полным ходом, объявили об отмене миссии для дивизии и возложили эти обязанности на три дивизии 1-й союзной воздушной армии.

### Нидерланды
Операция «Маркет Гарден» проводилась силами трёх дивизий в Нидерландах в сентябре 1944 года: с воздуха были сброшены десантники 1-й британской, 82-й американской и 101-й американской воздушно-десантных дивизий. Целью был захват нескольких ключевых мостов и населённых пунктов за линией фронта. На севере, около города Арнем, также высадилась 1-я отдельная польская парашютная бригада, которая должна была захватить мосты через Недер-Рейн. По расчётам командования, 30-й армейский корпус должен был достичь предполагаемого места высадки десантников за два-три дня.
Высадка пошла не по плану: 1-я воздушно-десантная высадилась не совсем там, где требовалось, и вынуждена была вступить сходу в бой против двух танковых дивизий СС — 9-й «Хоэнштауфен» и 10-й «Фрундсберг». До моста через Арнем добралась небольшая часть десантников, в то время как остальные остались в окрестностях Арнема. 30-й корпус не смог быстро перебросить свои силы на север и не сумел добраться до десантных частей. После четырёх дней сражений небольшая группа британских войск была разбита у моста, а остатки дивизии попали в огромный мешок к северу от реки. Ни 1-я польская парашютная бригада, ни 30-й корпус уже не смогли исправить положение, когда прибыли на южное побережье. Кровопролитные бои велись в течение 9 дней: за это время суммарные потери дивизии составили 8 тысяч человек. Наконец, остатки дивизии сумели уйти на юг к Рейну, а дивизия больше в бой до конца войны так и не вступала.

### Норвегия
В мае 1945 года после капитуляции Германии и завершения войны в Европе 1-я воздушно-десантная дивизия была отправлена в Норвегию для того, чтобы разоружить оставшиеся там немецкие войска численностью 350 тысяч человек. Дивизия исполняла обязанности и по поддержанию гражданского порядка в стране вплоть до прибытия соответствующих оккупационных сил — подразделения 134 (англ. Force 134). За время пребывания в Норвегии дивизия получила приказ о контролировании процесса разоружения немецких войск для предотвращения возможных диверсий, бунтов и гражданских беспорядков.
8 мая 1945 в 23:01 по среднеевропейскому времени в силу вступил Акт капитуляции Германии, который был передан и командиру немецких сил в Норвегии, генералу Францу Бёме. С 9 по 11 мая части 1-й воздушно-десантной дивизии Великобритании прибыли к Осло и Ставангеру, хотя и здесь не обошлось без потерь: один из самолётов разбился, и несколько человек погибли. Лишь в единичных случаях немецкие солдаты, не желая признавать капитуляцию, оказывали сопротивление прибывшим британцам. Во время операции британские войска также участвовали в церемонии встречи норвежского короля Хокона VII, занимались освобождением союзных военнопленных, арестом военных преступников и разминированием зданий и территорий. Параллельно некоторые из военнослужащих сумели установить обстоятельства гибели диверсантов в октябре 1942 года, проводивших диверсии на заводе Веморк в рамках операции «Незнакомец».
26 августа 1945 дивизия, вернувшаяся в Великобританию, официально была расформирована.

## Расстановка сил

### Командиры
- Генерал-майор Фредерик Браунинг
- Генерал-майор Джордж Хопкинсон
- Генерал-майор Эрнест Даун
- Генерал-майор Рой Уркварт

### Подразделения
- 1-я парашютная бригада[англ.]
- 1-я воздушно-десантная бригада
- 2-я парашютная бригада[англ.]
- 3-я парашютная бригада[англ.]
- 4-я парашютная бригада[англ.]
- Дивизионные подразделения
  - Штаб-квартира и эскадрон связи
  - 1-й лёгкий воздушно-десантный полк[англ.] Королевской артиллерии
  - 1-й передовой воздушно-десантный разведывательный отряд Королевской артиллерии
  - 21-я отдельная парашютная рота Армейской авиации
  - 1-й воздушно-десантный разведывательный эскадрон
  - 9-я воздушно-десантная полевая рота Королевских инженеров
  - 261-я воздушно-десантная полевая парковая рота Королевских инженеров
  - 250-я лёгкая воздушно-десантная рота Королевского корпуса обслуживания[англ.]
  - 93-я рота Королевского корпуса обслуживания
  - Отряд парка полевой артиллерии
  - Полевая мастерская Корпуса электротехников и механиков
  - 89-й отдел полевой безопасности Разведывательного корпуса[англ.]
  - Полицейская рота Королевской военной полиции[15][70]